# 다이나이트로페닐
다이나이트로페닐 (Dinitrophenyl, DNP)은 페닐기에 부착된 두 개의 나이트로 작용기를 포함하는 화합물이다. 백신 제조에 사용되는 합텐(Hapten)이다. 다이나이트로페닐은 자체적으로 면역 반응을 일으키지 않으며 어떤 항원에도 결합하지 않는다.